# As For One Day
Singles de Morning Musume
Hyokkori Hyōtanjima
(2003) Shabondama
(2003)
As For One Day (écrit en majuscules : AS FOR ONE DAY ; "Comme pour un jour") est le 18e single du groupe féminin de J-pop Morning Musume, sorti en 2003.

## Présentation
Le single sort le 23 avril 2003 au Japon sur le label zetima, écrit et produit par Tsunku. Il atteint la 1re place du classement Oricon, et reste classé pendant 9 semaines, pour un total de 129 893 exemplaires vendus durant cette période. C'est le dernier single du groupe à se classer no 1 pendant trois ans et demi, jusqu'à la sortie de Aruiteru fin 2006. Il sort également au format "single V" (DVD). C'est le dernier single avec Kei Yasuda, qui quitte le groupe deux mois plus tard.
La chanson-titre sert de thème musical pour la promotion de la tournée japonaise du spectacle Quidam du Cirque du Soleil, et figurera uniquement sur le deuxième album compilation du groupe, Best! Morning Musume 2 de 2004.
La chanson en "face B" est une reprise du titre du groupe figurant sur le single Memory Seishun no Hikari et sur l'album Second Morning de 1998, dédié à l'origine au départ de Asuka Fukuda, et repris ici à l'occasion de celui de Kei Yasuda.

## Formation
Membres du groupe créditées sur le single :
- 1er génération : Kaori Iida, Natsumi Abe
- 2e génération : Kei Yasuda (dernier single), Mari Yaguchi
- 4e génération : Rika Ishikawa, Hitomi Yoshizawa, Nozomi Tsuji, Ai Kago
- 5e génération : Ai Takahashi, Asami Konno, Makoto Ogawa, Risa Niigaki

## Titres
Single CD
1. As For One Day (AS FOR ONE DAY)
2. Never Forget (Rock Version)
3. As For One Day (Instrumental) (AS FOR ONE DAY...)

Single V (DVD)
1. AS FOR ONE DAY
2. Making Eizô (メイキング映像?)
3. Member Comment (メンバーコメント?)